# حمله ناگانو ۲۰۲۳
حمله ناگانو ۲۰۲۳ (انگلیسی: 2023 Nagano attack)، اشاره به حادثه ای دارد که در ۲۵ مه ۲۰۲۳، مردی در یک حمله با تیراندازی و چاقو در ناکانو، ناگانو، ژاپن، چهار نفر را کشت.
به گفته یکی از شاهدان، مردی نقابدار با استتار، در حالی که چاقوی بزرگی را به زانو درآورده بود، یک زن را تعقیب کرد و سپس از پشت به او ضربه زد. با رسیدن مأموران به صحنه، مظنون به نظر می‌رسد یک تفنگ شکاری شلیک کرد و چندین نفر را مورد اصابت قرار داد. پس از حمله، مظنون به اقامتگاه ماسامیچی آئوکی، رئیس مجلس شهر ناکانو پناه برد. در طول محاصره پس از آن، دو نفر از بستگان مظنون، از جمله مادرش، موفق به فرار از خانه شدند. او بعداً در ساعت ۴:۳۷ صبح روز بعد دستگیر و به عنوان پسر آئوکی شناسایی شد.
در این حمله یک زن ۴۰ ساله و دو افسر پلیس ۴۶ و ۶۱ ساله کشته شدند. این افسران به عنوان بازرس یوشیکی تامایی و گروهبان تاکوئو ایکوچی شناسایی شدند که هنگام پاسخ به تماس اضطراری به جلیقه ضد گلوله مجهز نبودند.آنها از فاصله نزدیک با راب تفنگ ساچمه ای کشته شدند.
در ساعت ۴:۵۴ یک زن مجروح که قادر به انتقال از محل نبوده بود فوت کرد.
 پلیس ناحیه ناگانو (NPP) دستور بازداشت این مرد را به ظن قتل در صبح روز بیست و ششم درخواست کرد.